# Narjan-Mar
Narjan-Mar (ros. Нарьян-Мар, nieniecki Няръяна мар) – miasto w Rosji, w obwodzie archangielskim, nad Peczorą, 110 km od Morza Barentsa, stolica Nienieckiego Okręgu Autonomicznego. 24 775 mieszkańców (2018). Miejscowość została założona w 1929 r., a prawa miejskie uzyskała w 1935 roku.
Odległość do Moskwy – 1501 km.
W mieście znajduje się dyrekcja Rezerwatu Nienieckiego.

## Historia
Rozwój przemysłu w okolicy miasta rozpoczął się w latach 30. XX wieku, w związku z pierwszą pięciolatką i rozpoczęciem eksploatacji złóż węgla nad Peczorą. Osada istniała jednak w tym miejscu już wcześniej, zamieszkana głównie przez Nieńców, trudniących się rybołówstwem i wyrębem drewna. W 1903 roku powstał w niej pierwszy zakład – tartak. Wiele kolejnych tartaków powstało w późniejszych latach. Obecnie większość z nich jest nieczynna.

## Transport
Transport lotniczy miasta i okolic obsługiwany jest przez Port lotniczy Narjan-Mar.
W mieście znajduje się również port morski, mogący obsługiwać jednostki do 114 m długości i zanurzeniu do 4,9 m. Port jest dostępny od połowy czerwca do połowy października, z asystą lodołamaczy do połowy listopada.
Od 1955 roku w mieście funkcjonuje komunikacja miejska autobusowa.

## Miasta partnerskie
Narjan-Mar jest partnerem następujących miast:
- Archangielsk, Rosja
- Moskwa, Rosja
- Uchta, Rosja
- Trondheim, Norwegia

Miasto prowadziło również współpracę partnerską z Mariupolem, jednak w 2017 umowa została zerwana przez stronę ukraińską.